# 조건부 자본증권
조건부 자본증권은 상장법인이 발행하는 사채로서 발행당시 객관적이고 합리적인 기준에 따라 미리 정하는 사유가 발생하는 경우 주식으로 전환되는 증권이다. 자본시장법 개정안은 이를 파생결합증권에 해당하지 않고 채무증권에 해당하는 것으로 규정하였다. 이러한 조건부 자본제도는 금융위기시 은행의 자본확충이 쉽게 이루어지도록 하고 채권자도 은행회생비용을 분담하는 효과를 가지게 된다.

## 참고 문헌
- 企業法硏究 第25卷 第3號, 2011.9, 229-252 조건부 자본증권의 도입에 관한 소고- 자본시장법 개정안을 중심으로